# روبرت ماتوساس
روبرت ماتوساس (Roberto Matosas) (مواليد 11 مايو 1940) هو لاعب كرة قدم. يلعب مع منتخب الأوروغواي لكرة القدم. سبق له أن لعب في كأس العالم لكرة القدم مع منتخب بلاده.

## وصلات خارجية
- روبرت ماتوساس على موقع الاتحاد الدولي (مؤرشف)  (الإنجليزية)
- روبرت ماتوساس على موقع قاعدة بيانات كرة القدم.إي يو (الإنجليزية)
- روبرت ماتوساس على موقع ناشيونال فوتبول تيمز (الإنجليزية)
- روبرت ماتوساس على موقع Soccerway.com (الإنجليزية)
- روبرت ماتوساس على موقع عالم كرة القدم.نت (الإنجليزية)